# میرکو سکارانتینو
میرکو سکارانتینو (ایتالیایی: Mirco Scarantino؛ زادهٔ ۱۶ ژانویهٔ ۱۹۹۵) وزنه‌بردار مرد اهل ایتالیا است.
وی در مسابقات کشوری و بین‌المللی در مجموع برندهٔ ۳ مدال طلا، ۲ مدال نقره، ۲ مدال برنز شده‌است.